# Eleições presidenciais no Cazaquistão em 2015
As eleições presidenciais cazaques de 2015 foram realizadas, de forma antecipada, em 26 de abril para eleger o presidente do Cazaquistão. Esta foi a quinta eleição presidencial realizada e a segunda sem ter nenhum candidato formal da oposição. Com a maior participação nacional de 95,2%, o resultado foi uma vitória para o presidente em exercício, Nursultan Nazarbayev do partido Nur-Otan, que recebeu 97,7% dos votos, a maior porcentagem desde 1991, conquistando assim um quinto mandato, enquanto seu desafiante mais próximo, Turgyn Syzdyqov, recebeu apenas 1,6% dos votos.

## Contexto
Tendo sido originalmente agendada para 2016, a eleição foi realizada um ano antes, após numerosos apelos e apoio da Assembleia do Povo do Cazaquistão, do Parlamento, bem como partidos políticos para que o presidente Nursultan Nazarbayev apoiasse uma eleição antecipadada a fim de continuar adequadamente o desenvolvimento do país e evitar que as eleições do Mazhilis fossem realizadas simultaneamente, que também foram marcadas para o ano seguinte. Após a decisão do Conselho Constitucional em 25 de fevereiro de 2015, que afirmou que o presidente tem autoridade para convocar eleições antecipadas, Nazarbayev no mesmo dia assinou um decreto definindo a data da eleição para 26 de abril.

## Resultados
| Candidato                              | Partido                                  | Votos     | %      |
| -------------------------------------- | ---------------------------------------- | --------- | ------ |
| Nursultan Nazarbayev                   | Nur-Otan                                 | 8,833,250 | 97.75  |
| Turgyn Syzdyqov                        | Partido Popular Comunista do Cazaquistão | 145,756   | 1.61   |
| Äbilgazy Qusaiynov                     | Independente                             | 57,718    | 0.64   |
| Total                                  | Total                                    | 9,036,724 | 100.00 |
|                                        |                                          |           |        |
| Votos válidos                          | Votos válidos                            | 9,036,724 | 99.40  |
| Votos inválidos ou em branco           | Votos inválidos ou em branco             | 54,196    | 0.60   |
| Total de votos                         | Total de votos                           | 9,090,920 | 100.0  |
| Eleitores registrados e comparecimento | Eleitores registrados e comparecimento   | 9,547,864 | 95.21  |
| Fonte: CEC                             |                                          |           |        |